# Nova Vas, Brtonigla
Nova Vas, popis 1991; skupaj: 288
Nova Vas (italijansko Villanova /del Quieto/; tudi Novigradska Nova vas) je naselje v zaledju Novigrada v Istri nad dolino Mirne na Hrvaškem, ki upravno spada v občino Brtonigla v Istrski županiji. Obsega še zaselke Špinutija, Donji Srbani, Gornji Srbani, Medelini, Pavići, Čendaki, Dubac, Brekija. Pri cerkvi Sv. Dionizija na jugu se (stara) cesta spusti v dolino reke Mirne. Nova cestna povezava preko Istre poteka mimo Nove vasi iz doline Mirne z vzhoda proti Novigradu, nedaleč od nje pa je tudi križišče te ceste z istrskim ispilonom.

## Demografija
| Pregled števila prebivalcev po letih | Pregled števila prebivalcev po letih | Pregled števila prebivalcev po letih | Pregled števila prebivalcev po letih | Pregled števila prebivalcev po letih | Pregled števila prebivalcev po letih | Pregled števila prebivalcev po letih | Pregled števila prebivalcev po letih | Pregled števila prebivalcev po letih | Pregled števila prebivalcev po letih | Pregled števila prebivalcev po letih | Pregled števila prebivalcev po letih | Pregled števila prebivalcev po letih | Pregled števila prebivalcev po letih | Pregled števila prebivalcev po letih |
| ------------------------------------ | ------------------------------------ | ------------------------------------ | ------------------------------------ | ------------------------------------ | ------------------------------------ | ------------------------------------ | ------------------------------------ | ------------------------------------ | ------------------------------------ | ------------------------------------ | ------------------------------------ | ------------------------------------ | ------------------------------------ | ------------------------------------ |
| 1857                                 | 1869                                 | 1880                                 | 1890                                 | 1900                                 | 1910                                 | 1921                                 | 1931                                 | 1948                                 | 1953                                 | 1961                                 | 1971                                 | 1981                                 | 1991                                 | 2001                                 |
| 353                                  | 380                                  | 446                                  | 494                                  | 540                                  | 667                                  | 717                                  | 786                                  | 751                                  | 466                                  | 432                                  | 315                                  | 292                                  | 288                                  | 355                                  |